# Barón Rojo
Barón Rojo est un groupe de hard rock et heavy metal espagnol, originaire de Madrid. Il est appelé ainsi en hommage à l'aviateur allemand Manfred von Richthofen, connu comme « le baron rouge ». Barón Rojo est l'un des groupes les plus connus en Espagne.

## Biographie

### Débuts
Barón Rojo est formé à Madrid en 1980 par les frères De Castro après leur départ de Coz, un autre groupe de rock espagnol. Avec l'ajout du bassiste Jose-Luis « Sherpa » Campuzano et du batteur originaire d'Uruguay, Hermes Calabria, ils enregistrent rapidement leur premier album en 1981, Larga vida al rock and roll, qui bénéficie d'une large couverture médiatique, c'est un succès qui entraina le groupe dans une grande tournée espagnole.
En 1983, le groupe s'installe pour deux semaines dans les studios londoniens de Ian Gillan (Kingsway Studios) pour l'enregistrement de son second album, Volumen brutal. L'album sortira en deux versions, l'une en espagnol et l'autre en anglais. Les deux versions eurent beaucoup de succès et le groupe, soutenu par le magazine hard rock anglais Kerrang, participe à de nombreuses tournées européennes et participa au festival de Reading en compagnie d'Iron Maiden et d'autres groupes issus de la NWOBHM. Toujours en 1983, le groupe enregistre son troisième opus, Metalmorfosis, toujours à Londres et part pour une tournée des principaux festivals de rock européens. En février 1984, dans la salle de sport bondé du Real Madrid, sera enregistré le premier album en public du groupe, Barón al rojo vivo, de nombreux concerts européens suivirent, ainsi qu'une tournée dans les pays de langue hispanique, Argentine, Venezuela, etc. L'année suivante sortira le quatrième album studio, En un lugar de la marcha.
En 1986, un deuxième album live est enregistré, Siempre estàis alli, composés de nombreux titres enregistrés en 1984 lors du premier album live. En 1987, Barón Rojo enregistra Tierra de nadie, un album qui se voulait être plus expérimental incluant des compositions avec orchestre. Il est suivi en 1988 de l'album No va màs qui donne une belle part aux compositions avec des claviers aux consonances celtiques. En 1989, après l'enregistrement de Obstinato, José Luis Campuzano et Hermès Calabria décident de quitter le groupe, de nombreuses divergences musicales s'étant installées entre eux et les frères De Castro.

### Années 1990 et 2000
Le groupe subit de nombreux changements dans les années 1990, comptant même un chanteur unique, Maxi Gonzàlez. Deux albums studio et deux compilations paraîtront dans les années 1990.
En 2001, sort l'album 20+, allusion aux vingt années de carrière du groupe. Le groupe tourne à présent la plupart du temps dans des pays de langue  hispanique. En 2003, le groupe enregistre Perversiones, un album composé uniquement de reprises des groupes qui ont influencé la carrière musicale des frères De Castro, on y trouve des reprises de Black Sabbath, Jimi Hendrix, Deep Purple, etc.
Le groupe sort, en 2006, Ultimasmentes, son dernier album studio à cette période. En 2009, lors du festival Metalway 09 à Saragosse, le groupe se présente sous sa formation originale et donna un concert historique de plus de deux heures et demie pour la plus grande joie du public.

### Années 2010

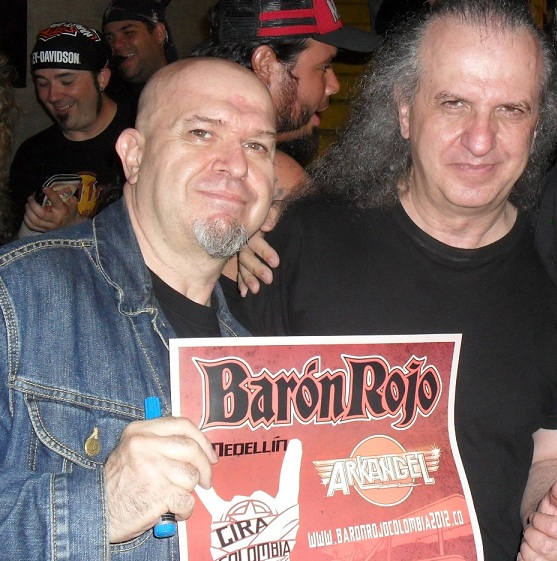
Carlos et Armando de Castro à Medellín, en Colombie, en 2012.

En janvier 2010, pour fêter leur 30 ans d'existence, le groupe entame une tournée espagnole de plusieurs dates avec la formation originale. Officiellement terminée le 22 octobre 2011, cette tournée est filmée pour en faire un film.
En 2015, ils annoncent une tournée spéciale 35e ans avec la participation des anciens membres du groupe, comme Ángel Arias et José Martos.

## Membres

### Membres actuels
- Armando de Castro - guitare, chœurs (depuis 1980)
- Carlos de Castro - guitare, chant (depuis 1980)
- Rafa Díaz - batterie (depuis 2007)
- Ángel Arias - basse (1995-2007, depuis 2016)

### Anciens membres
- Jose-Luis « Sherpa » Campuzano - basse, chant (1980-1989)
- Hermes Calabria - batterie, percussions (1980-1989)
- Maximo Gonzàlez - chant (1991)
- Pepe Bao - basse (1990-1991)
- José Antonio del  Nogual - batterie, percussions (1991-1995)
- Niko del Hierro - basse, chœurs (1991-1992)
- José luis Aragon - basse, chœurs (1993-1995)
- Valeriano Rodriguez - batterie, percussions (1998-2005)
- Angel Arias - basse, chant (1995-2007)
- José Martos - batterie, percussions (1996-1998, (2005-2007)
- Tony Ferrer - basse (2007-2008)

## Discographie

### Albums studio
- 1981 : Larga vida al rock and roll
- 1982 : Volumen brutal
- 1983 : Metalmorfosis
- 1985 : En un lugar de la marcha
- 1987 : Tierra de nadie
- 1988 : No va más
- 1989 : Obstinato
- 1992 : Desafío
- 1997 : Arma secreta
- 2001 : 20+
- 2003 : Perversiones
- 2006 : Ultimasmentes

### Albums live
- 1984 : Barón al rojo vivo
- 1986 : Siempre estáis allí
- 2002 : Barón en Aqualung
- 2007 : Desde Barón a Bilbao (DVD + double CD)
- 2009 : En Clave de Rock

### Compilations
- 1995 : Larga vida al Barón
- 1999 : Cueste lo que cueste
- 2006 : Las aventuras del Barón

### Participations
- 1998 : Mägo de Oz, album La leyenda de la Mancha, chanson Réquiem (avec Carlos et Armando de Castro)
- 2000 : Metal Gods (Tributo a Judas Priest), chanson You´ve Got Another Thing Coming
- 2001 : Tributo a V8, chanson Parcas Sangrientas
- 2002 : Kärma, album Doble Filo chanson Sin Direccion (avec Carlos de Castro)
- 2003 : Muro, album Este muro no se cae, chanson Por siempre (avec Armando de Castro)
- 2004 : Metal Mareny, album Siente la fuerza, chanson No me rindo (Tigres) (avec Carlos de Castro)

### Album hommage
- 2002 : Larga Vida Al... Volumen Brutal